# كأس الأمير 1977–78
أقيمت بطولة كأس الأمير السابعة عشر في موسم 1977/1978، وقد شارك فيها جميع الفرق الأربعة عشر.

## الفرق المشاركة
- نادي العربي الكويتي
- نادي الفحيحيل
- نادي التضامن الكويتي
- نادي الساحل الكويتي
- نادي السالمية
- نادي خيطان
- نادي النصر الكويتي
- نادي الجهراء (الشهداء)
- نادي كاظمة
- نادي اليرموك
- نادي الصليبيخات
- نادي الشباب الكويتي
- نادي الكويت
- نادي القادسية الكويتي

## الدور التمهيدي
- نادي الفحيحيل × نادي العربي الكويتي (0:3)
- نادي التضامن الكويتي × نادي الساحل الكويتي (1:2)
- نادي السالمية × نادي خيطان (0:3)
- نادي النصر الكويتي × نادي الجهراء (الشهداء) (0:4)
- نادي كاظمة × نادي اليرموك (0:1)
- نادي الصليبيخات × نادي الشباب الكويتي (0:3)

## الدور الربع نهائي
- نادي الكويت × نادي الفحيحيل (1:3)
- نادي السالمية × نادي الصليبيخات (1:2)
- نادي كاظمة × نادي القادسية الكويتي (0:1)
- نادي التضامن الكويتي × نادي النصر الكويتي (0:6)

## الدور النصف نهائي
- نادي الكويت × نادي التضامن الكويتي (1:3)
- نادي السالمية × نادي كاظمة (0:1)

## مباراة تحديد المركزين الثالث والرابع
- نادي التضامن الكويتي × نادي كاظمة (3:4) ضربات جزاء ترجيحية.

## النهائي
- نادي الكويت × نادي السالمية (1:4)

سجل أهداف الكويت :
- كريم حربي
- محمد شعيب
- زهير عبد الخالق
- محمد عبد الله

ٍسجل هدف السالمية :
- ناصر المسبحي

## هداف البطولة
- سعد شبيب (التضامن) 5 أهداف.